# Квітень

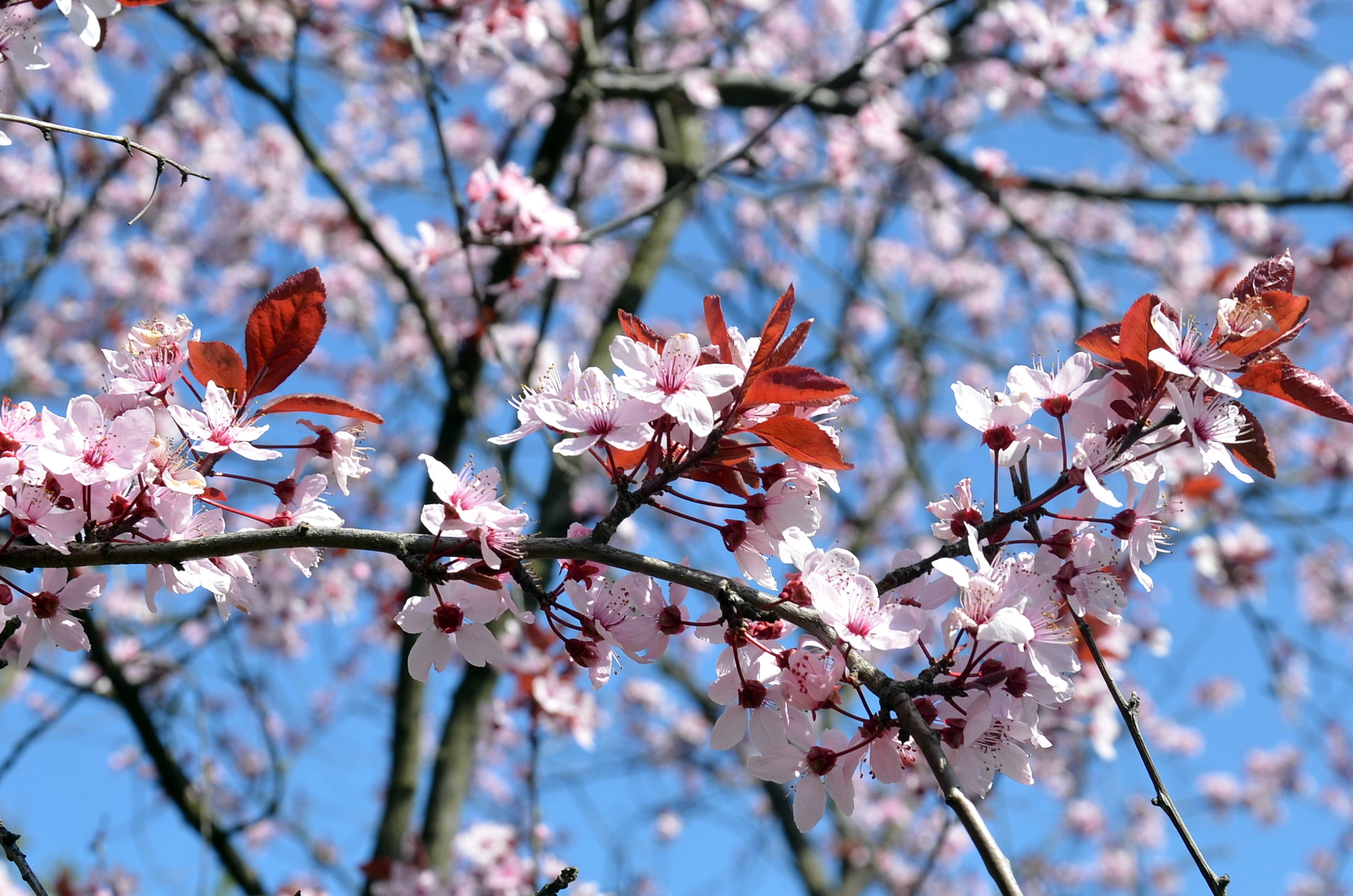
Квітень у Дніпрі

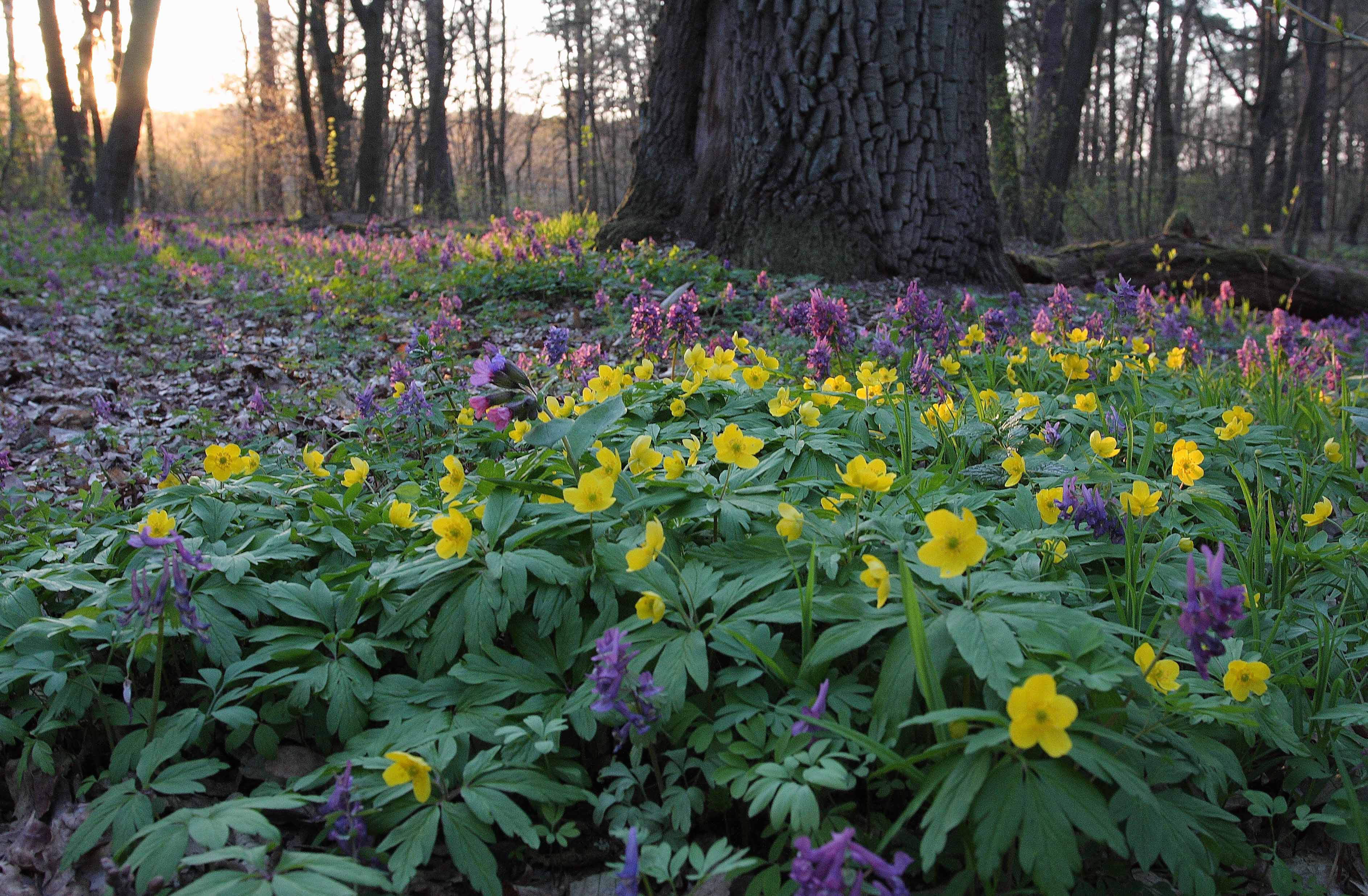
Квітень

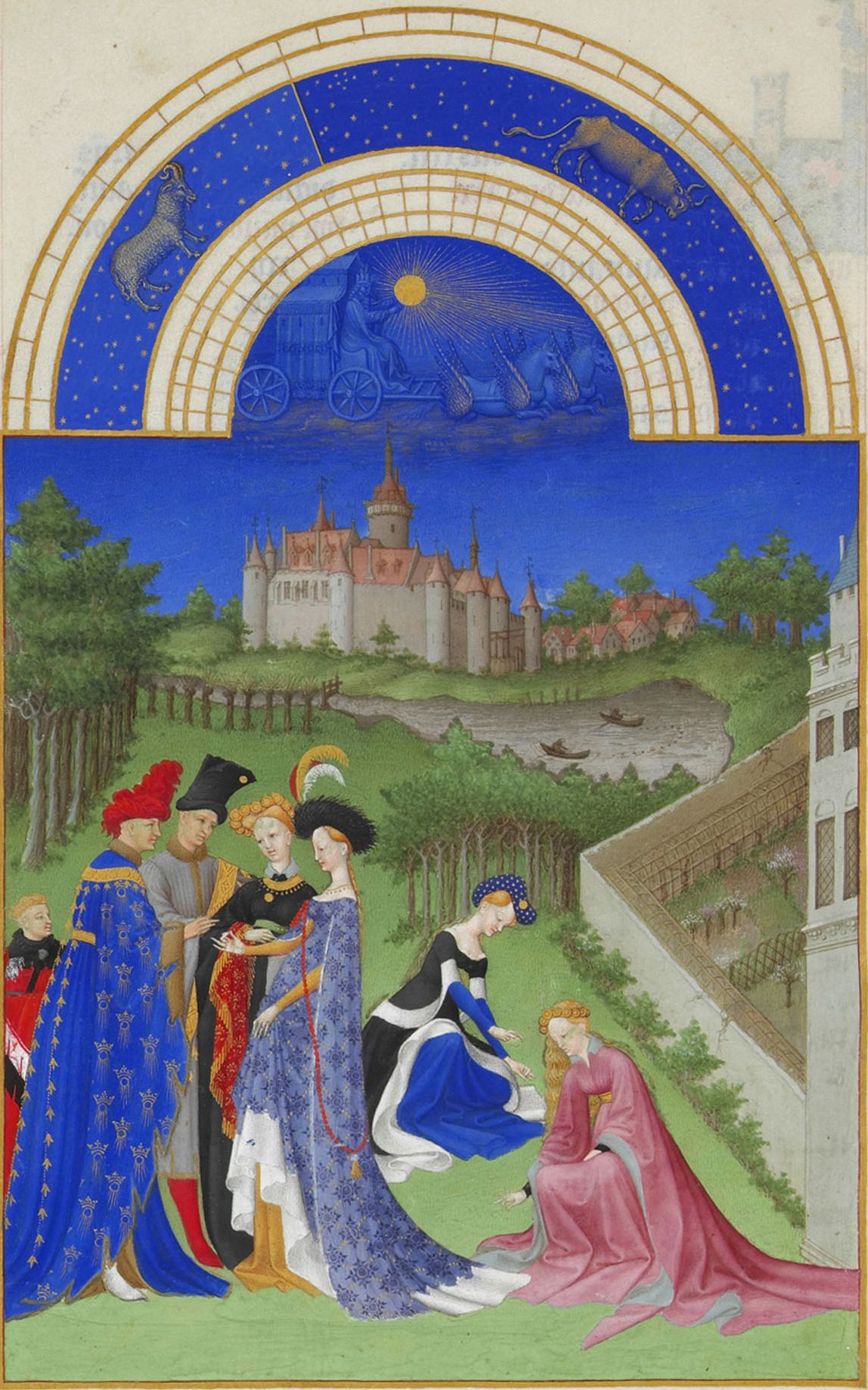
Мініатюра Квітень з «Розкішного часослова герцога Беррійського».

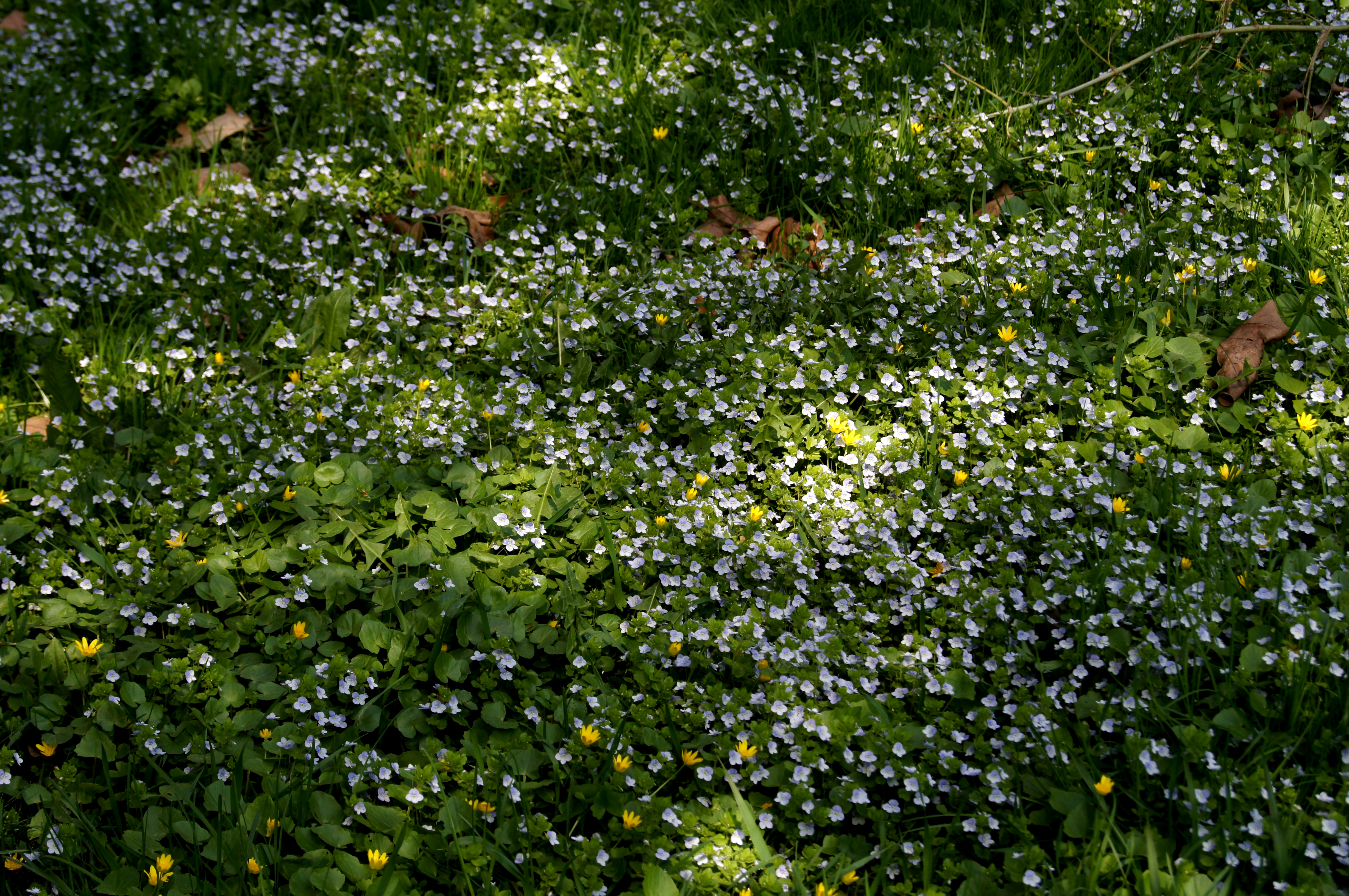
Заквітчана весна у Стрийському парку, Львів.

- I Січень
- II Лютий

- III Березень
- IV Квітень
- V Травень

- VI Червень
- VII Липень
- VIII Серпень

- IX Вересень
- X Жовтень
- XI Листопад

- XII Грудень

Кві́тень — четвертий місяць року в юліанському та григоріанському календарях. Один із чотирьох місяців, що налічують 30 днів.

## Назва
На позначення четвертого місяця року слово «квітень» (у написаннях: цвѣтень, квѣтень, квитень, кветень) трапляється в староукраїнських джерелах з XVI століття. Назва пояснюється тим, що в цей час розцвітають весняні квіти, квітує земля. Можливо, саме прасл. *květьnь (від *květъ — «квіт», «цвіт») було первісним найменням місяця в давньослов'янському календарі. Співзвучна назва вживається в польській мові (kwiecień), а в чеській словом květen називають травень.
У давньоруських писемних пам'ятках, зокрема в Крилоському Євангелії, Студійському уставі (перекладеному в Києві близько 1070 року) та інших, квітень згадується під назвами: березозолъ, брѣзозолъ, брѣзьнъ, що пов'язано з періодом цвітіння берези, коли збирають березовий сік. У вжитку були й інші народні назви: цві́тень, красене́ць / красне́ць, водолі́й, леле́чник, пусту́н, ка́пельник, а також: бе́резень, лукавець, снігогін, дзюрчальник, тра́вень, со́чень.
Застаріла назва апріль через посередництво грец. Απρίλιος походить од лат. (mensis) Aprilis. Таке саме походження мають і назви квітня в багатьох мовах світу: болг. і мак. април, серб. април/april, рос. апрель, словац. apríl, словен. april, англ. April, фр. avril. За однією з версій, назву Aprilis місяць отримав на честь етруської богині Апру (етруськ. Apru), що відповідала давньогрецькій Афродіті. Інша версія виводить Aprilis від ранішого *ap(e)rilis («наступний», «той, що йде слідом»), оскільки він був другим місяцем у давньоримському календарі. Стара народна етимологія пов'язувала назву з дієсловом aperire («відкривати, відчиняти»).

## Кліматична характеристика в Україні
Для квітня характерне швидке наростання тепла. У першій половині місяця в Україні завершується перехід середньодобової температури повітря через 5 °C в бік підвищення (на півдні країни та в долинах Закарпаття він відбувається ще в березні); перехід через 10 °C здійснюється в другій половині квітня, у Карпатах і горах Криму — в середині травня. Середня місячна температура становить 7—11 °C, місцями в гірських районах — 2—6 °C.
Заморозки у квітні є звичайним явищем. Абсолютний мінімум температури — мінус 9—17 °C, у Чернігівській, Сумській, Харківській області та в Карпатах — мінус 18—22 °C, на Львівщині та крайньому півдні місцями мінус 4—12 °C. Абсолютний максимум — 26—34 °C, у горах Криму та місцями в Приазов'ї — 22—25 °C, на високогір'ї Карпат — 18—19 °C.
Середня місячна кількість опадів зростає порівняно з березневою та становить 25—62 мм, у Карпатах і більшості районів Закарпаття — до 84 мм, на високогір'ї — до 117 мм. Грози спостерігаються по всій Україні; в окремі роки бувають пилові бурі, частіше — у східних та південно-східних областях.

## У фольклорі
- У квітні ластівка день починає, а соловей кінчає;
- Хто у квітні не сіє, той у вересні не віє;
- Сон на зиму відклади, а діло у квітні зроби;
- Квітневої роботи на май не відкладай;
- Квітневий день рік годує;
- Добрий квітень, мокрий май в клуні в серпні зроблять рай /

Мокрий апріль, а сухий май, то буде в клунях рай (варіант із записів М. Номиса).

## Галерея

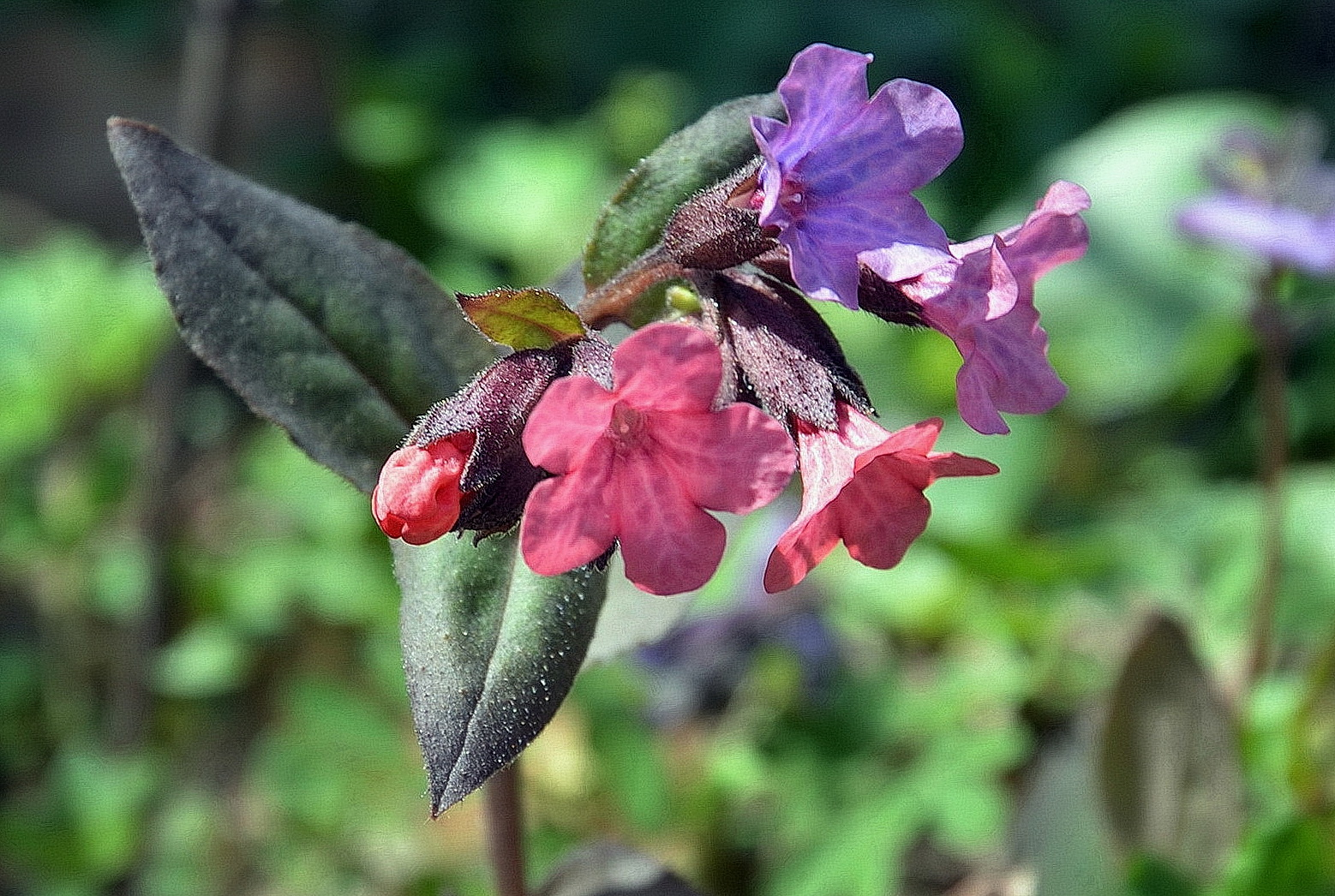
Медунка у квітні
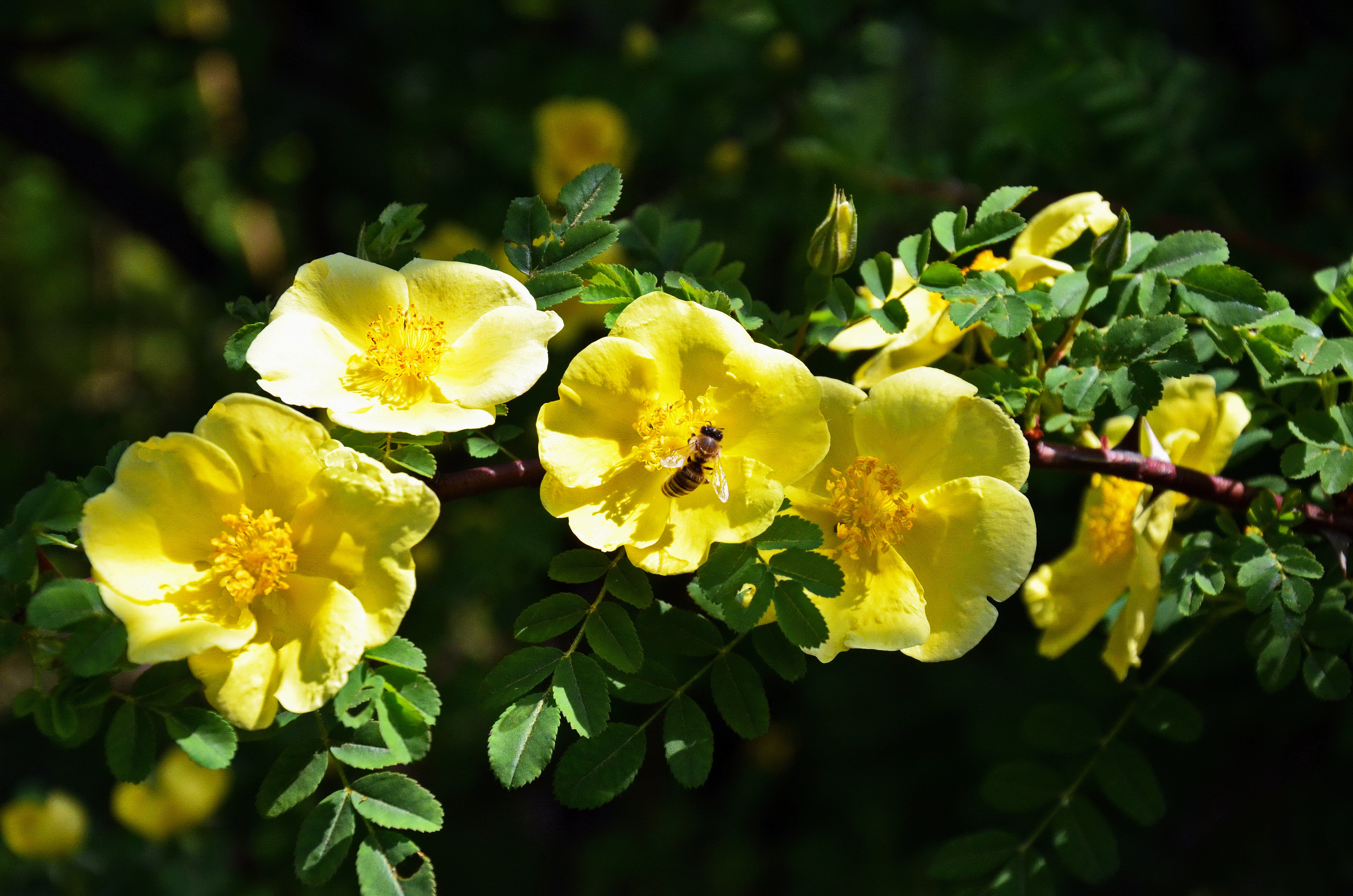
Сонячний квітень
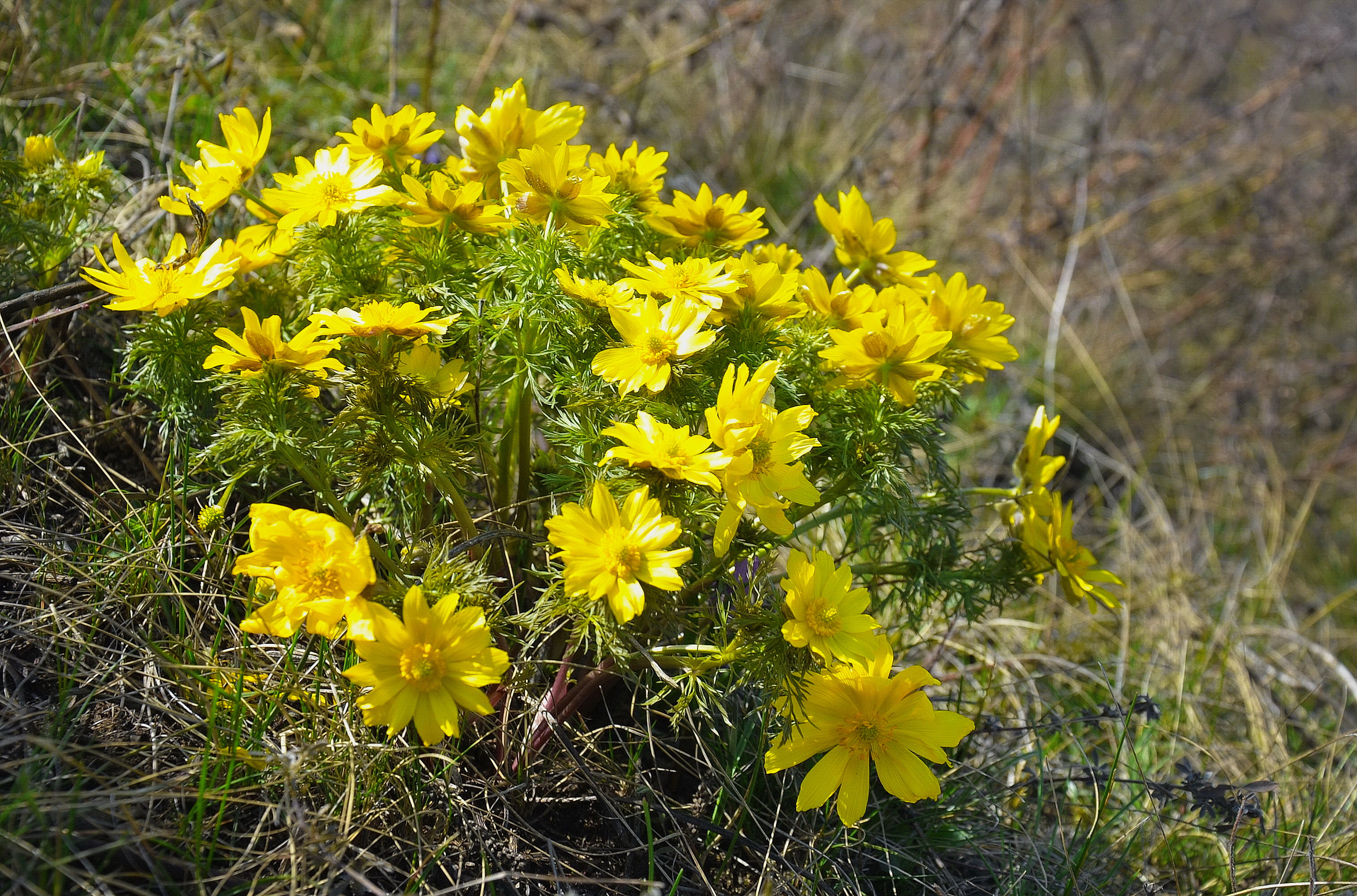
Квітень на берегах Ворскли
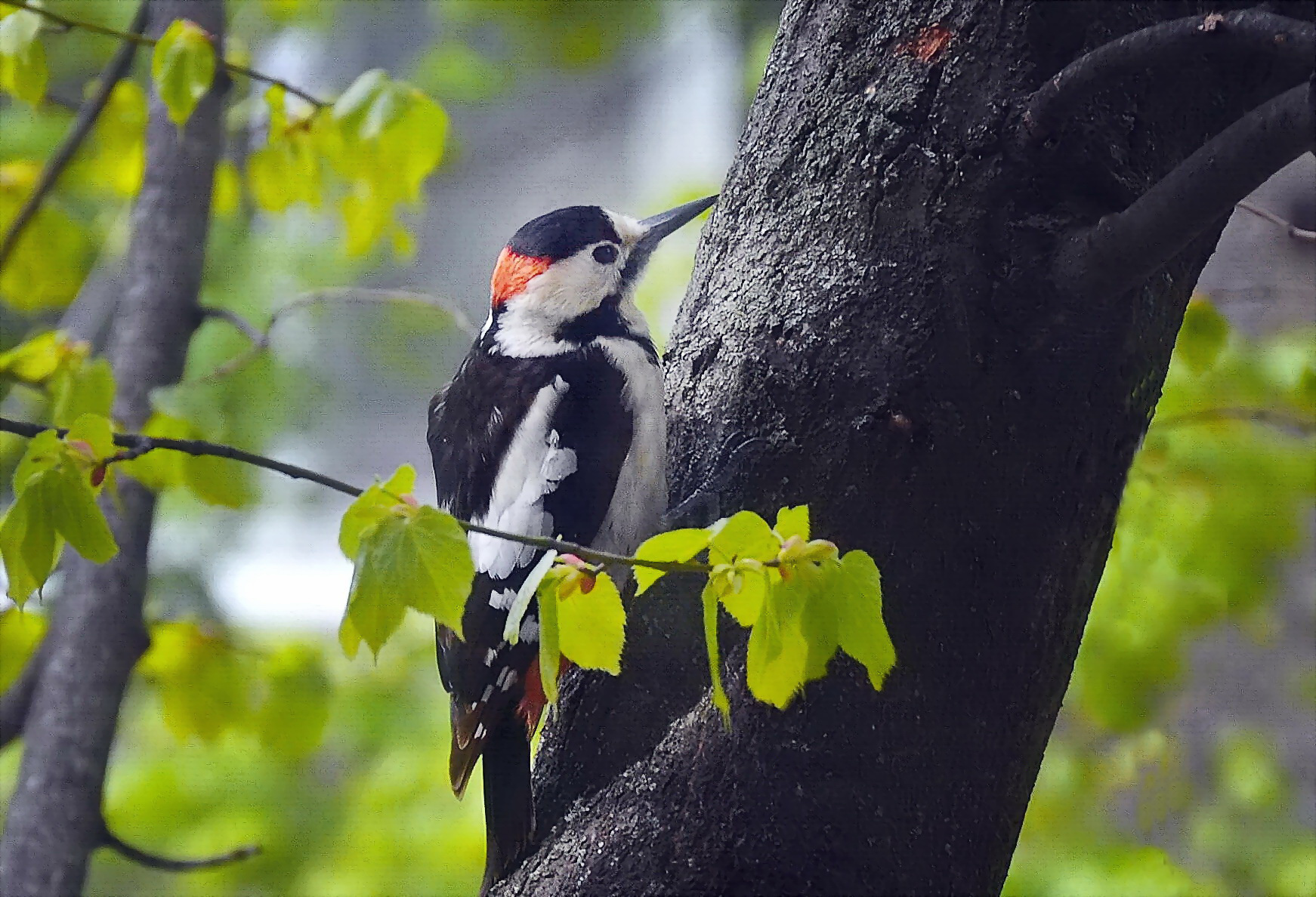
Пташині клопоти у квітневі дні
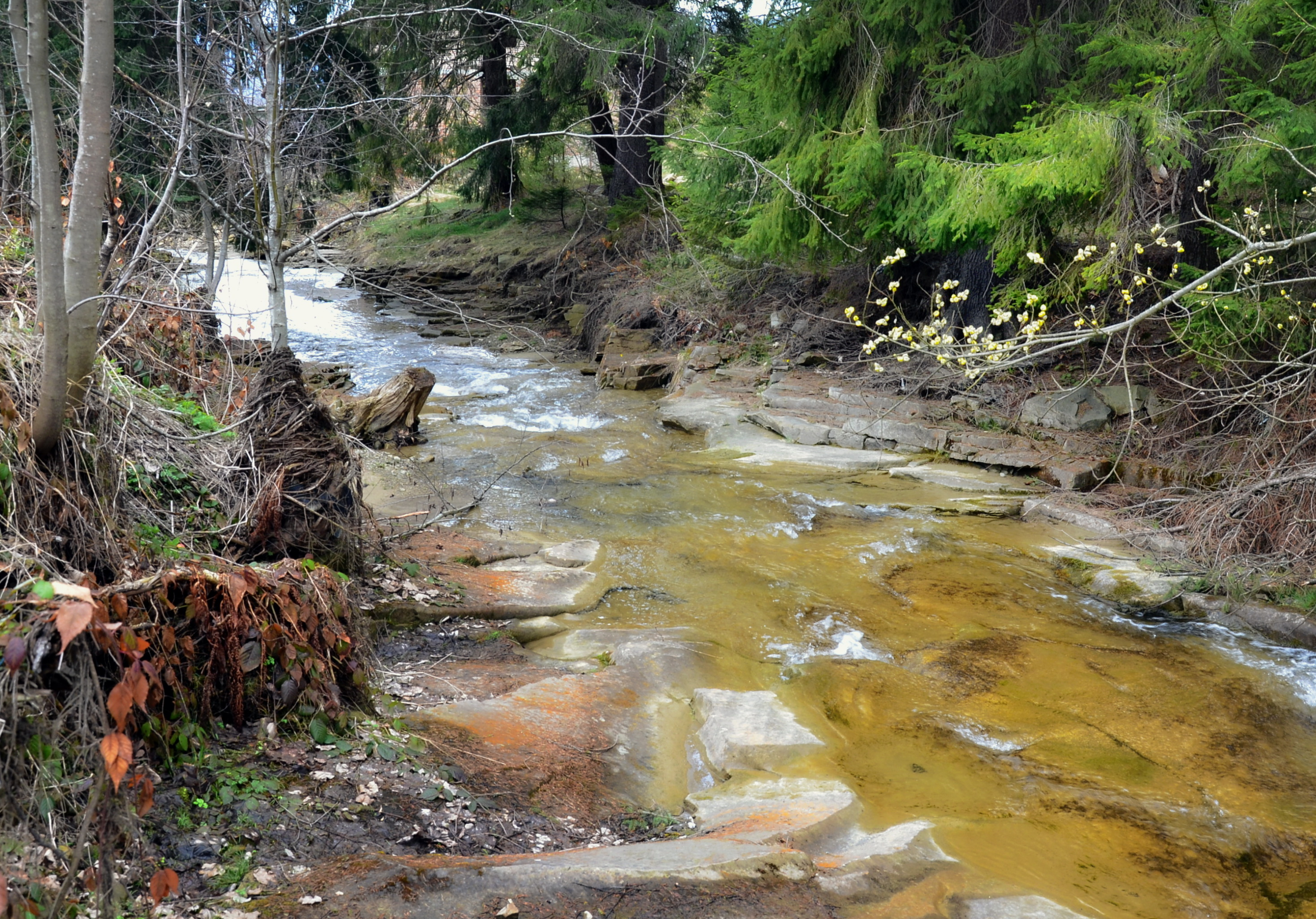
Квітневі річки Карпат
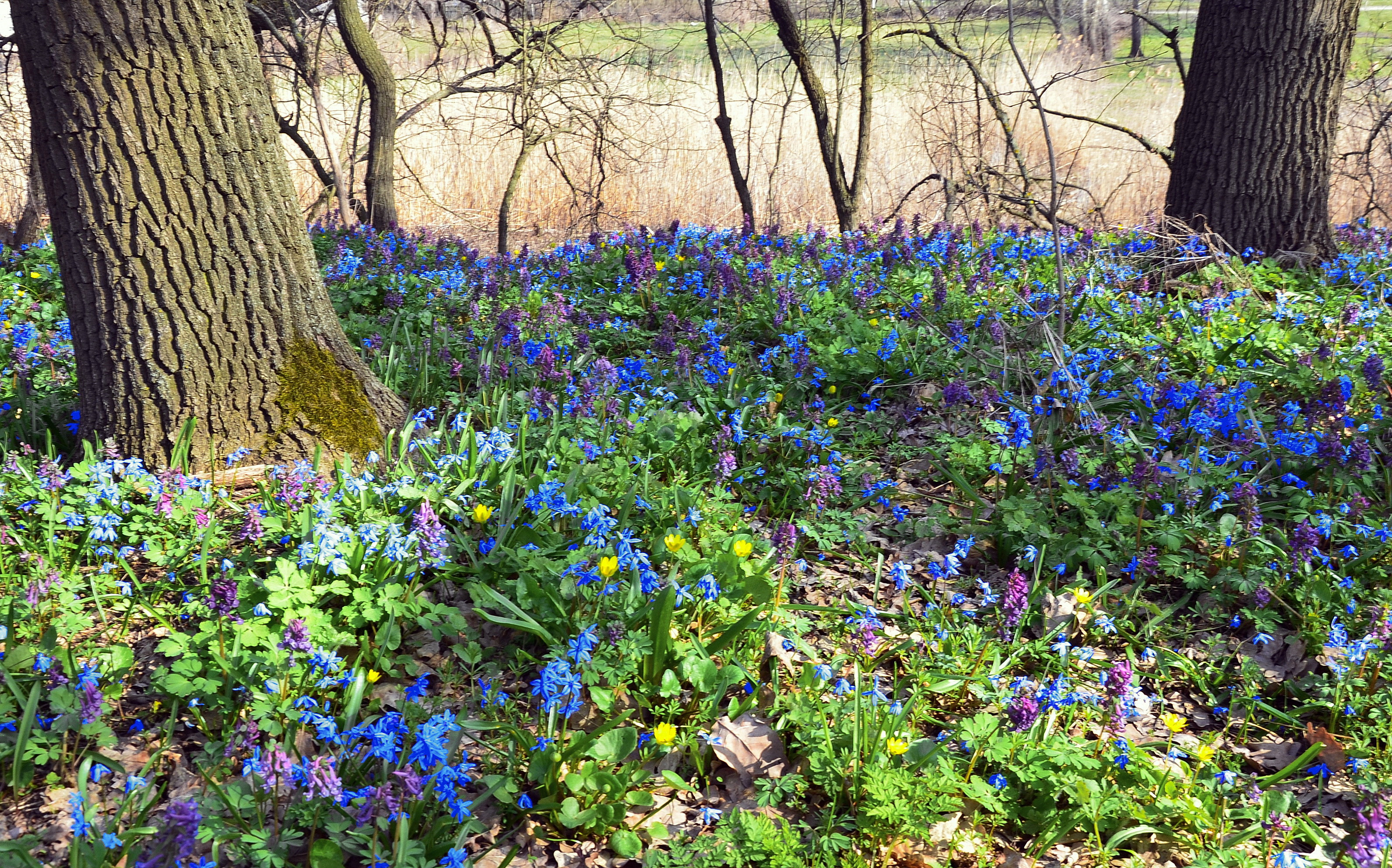
Квітень на Січеславщині
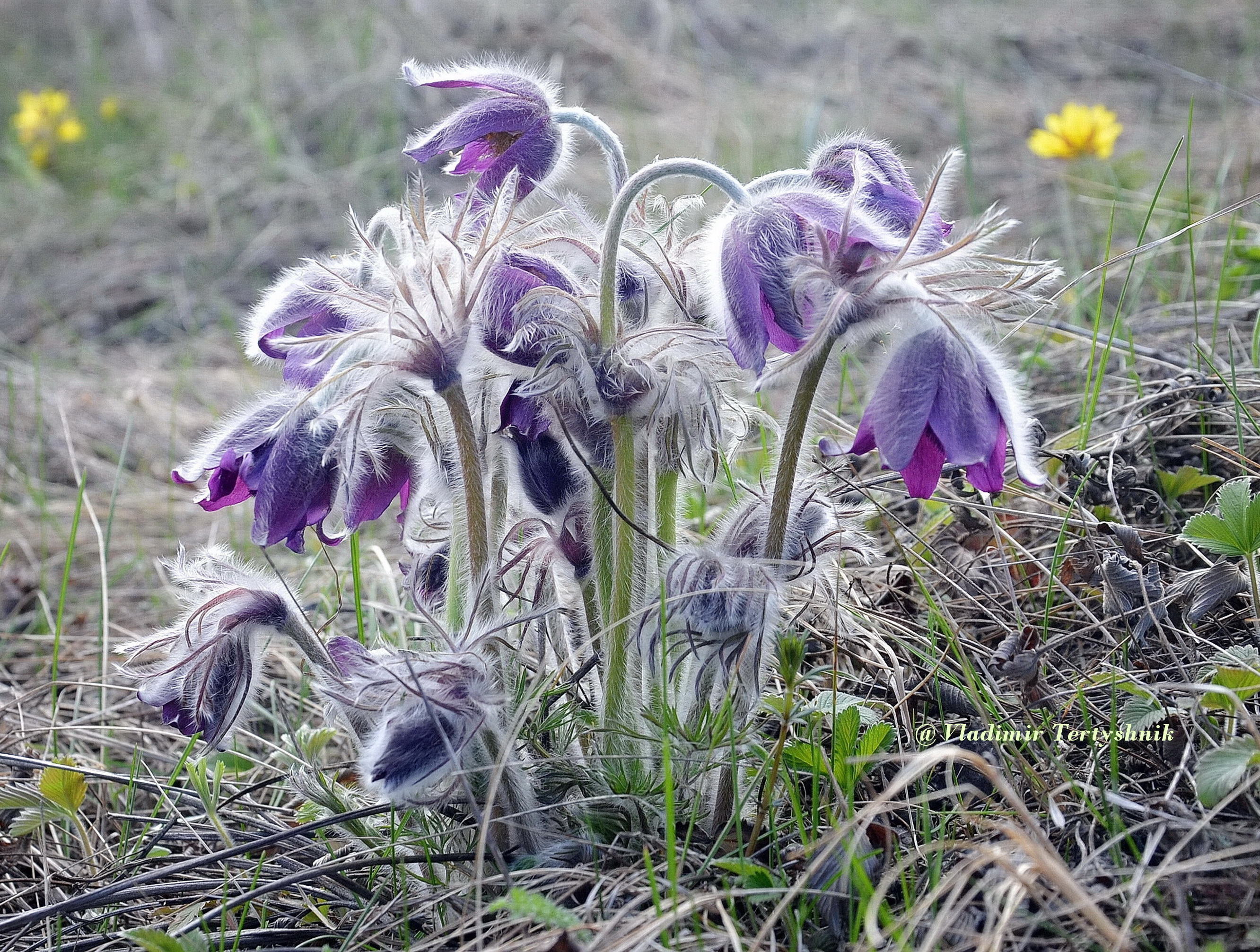
Сон-трава у квітні
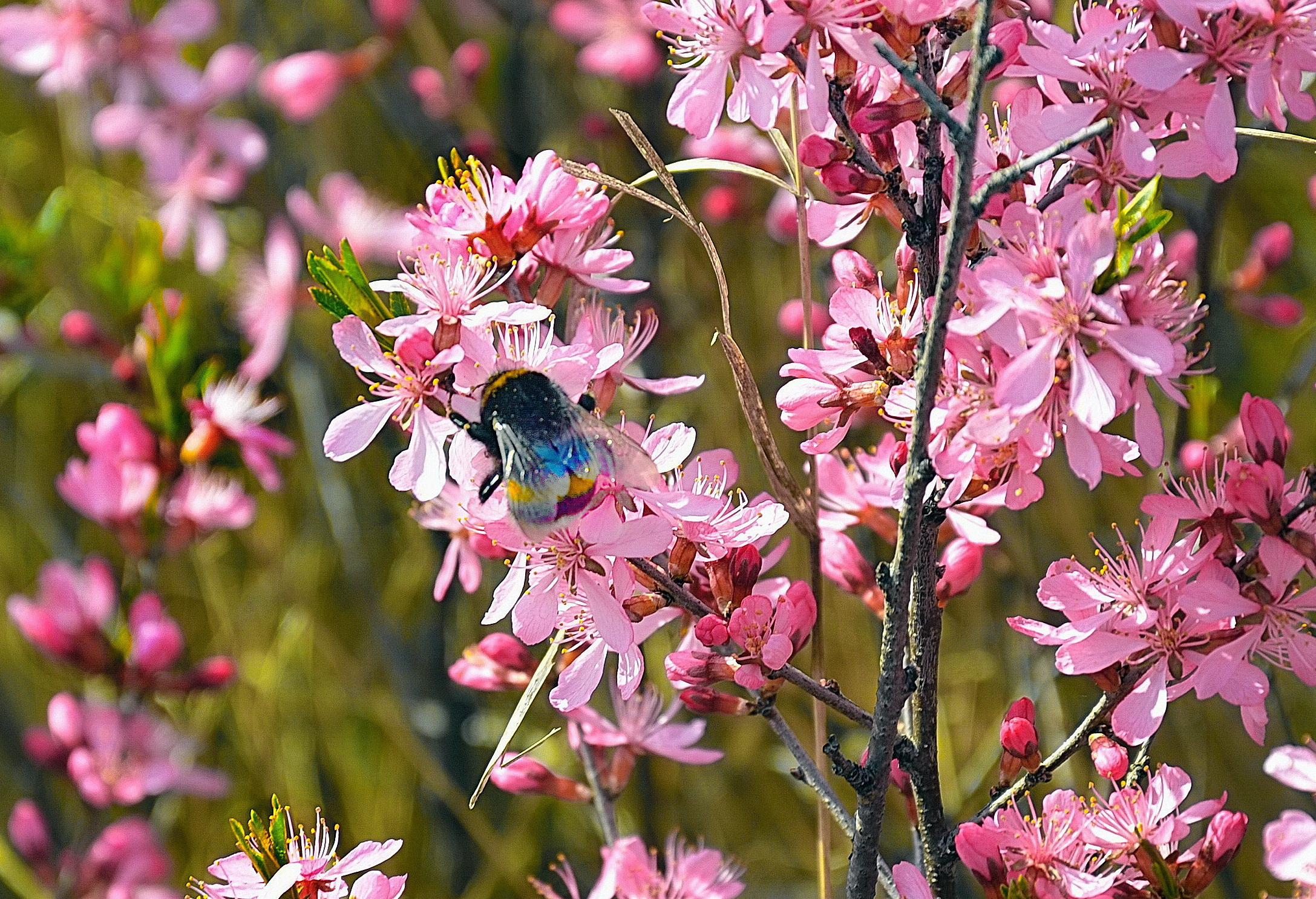
Мігдаль  у квітні

## Свята і пам'ятні дні

### Офіційні в Україні
- 8 квітня — День Горицвіту весняного (Адонісу)
- 11 квітня — День Сон-трави
- 12 квітня — День працівників ракетно-космічної галузі України / Міжнародний день польоту людини в космос
- 17 квітня — День пожежної охорони
- 18 квітня — День пам'яток історії та культури / Міжнародний день пам'яток і визначних місць
- 26 квітня — День  Вишні
- 28 квітня — День охорони праці
- 30 квітня — День прикордонника України

#### Рухомі
- Перша неділя квітня
  - День геолога
- Третя субота квітня
  - День довкілля
- Перша неділя після весняного повного місяця
  - Великдень, або Воскресіння Христове[15]

### Інші
- 1 квітня
  - День сміху
  - Міжнародний день птахів
- 11 квітня
  - Міжнародний день визволення в'язнів нацистських концтаборів
- 22 квітня
  - Міжнародний день Землі
- 23 квітня
  - Всесвітній день книги та авторського права
- 26 квітня
  - Міжнародний день пам'яті про чорнобильську катастрофу

#### Рухомі
- Остання неділя квітня
  - Всесвітній день поріднених міст